# Björn Schröder
Björn Schröder (Berlijn, 27 oktober 1980) is een Duits voormalig wielrenner.

## Belangrijkste overwinningen
2003
- 5e etappe Circuit des Mines
- 7e etappe Circuit des Mines

2004
- 5e etappe Sachsen Tour

2005
- 3e etappe Sachsen Tour

2006
- 5e etappe Bayern Rundfahrt

2008
- Rothaus Regio-Tour

2011
- Eindklassement GP Sochi

## Resultaten in voornaamste wedstrijden
| Jaar | Ronde van Italië | Ronde van Frankrijk | Ronde van Spanje |
| ---- | ---------------- | ------------------- | ---------------- |
| 2006 |                  | 80e                 |                  |
| 2008 |                  | 100e                |                  |
| 2009 | 140e             |                     | opgave           |
| 2010 |                  |                     | 105e             |

| Jaar | Parijs-Roubaix | Amstel Gold Race |  | Wereldranglijsten |
| ---- | -------------- | ---------------- |  | ----------------- |
| 2006 |                | 74e              |  |                   |
| 2008 |                | 142e             |  | 153e (UPT)        |
| 2009 | 70e            |                  |  |                   |
| 2010 |                |                  |  |                   |